# World music
World Music sau muzica etnică (etnică, etno) considerat cel mai apropiat echivalent pentru termenul englezesc, este o categorie muzicală care cuprinde mai multe stiluri diferite de muzică din întreaga lume, inclusiv muzica tradițională, muzica cvasi-tradițională și muzica în care mai mult de o tradiție culturală se întrepătrund. Caracterul inclusiv al World Music și elasticitatea ca o categorie muzicală prezintă obstacole în calea unei definiții universale, dar etica sa de interes în exotica culturală este încapsulat în descrierea revistei fRoots a genului ca "muzica locală din afară". Termenul își are originea în secolul al XX-lea ca o categorie de marketing și de clasificare academică pentru muzică tradițională non-occidentală. Globalizarea a facilitat expansiunea publicului muzicii world și domeniul de aplicare. Acesta a crescut pentru a include sub-genuri hibride, cum ar fi world fusion, global fusion, ethnic fusion și worldbeat.

## Теrminologie
Termenul englezesc "World Music" se referă la toată muzica ce nu face parte din muzica occidentală modernă, provenind din afara influențelor culturale ale Europei de Vest și țărilor vorbitoare de limba engleză. Termenul a fost extins în anii 80 ca titlu  a secțiunii de clasificare a acestor fenomene în industria muzicală. În această categorie se încadrează:
- muzica folk;
- muzica populară modernă occidentală, cu elemente evident pronunțate de 'nativ" pentru muzica folk Occidentală (spre exemplu, muzica celtică);
- muzica, ce a aparut (în cea mai mare parte la mijlocul secolului XX a) ca o fuziune a muzicii etnice din două sau mai multe țări în curs de dezvoltare, de obicei, cu o influență reciprocă a modernei occidentale (spre exemplu, muzica afro-cubaneză, reggae).

## Istorie
Apelul civilizației occidentale la tradițiile exotice pentru ea ale muzicii populare și muzicii altor civilizații, poate fi urmărită cu încredere pornind de la muzica baroc. Există multe compoziții muzicale la confluența muzicii  etnice și celei clasice. Trebuie menționat faptul că compozitorul Antonín Dvořák,  a scris "Dansuri slave" sub influența muzicii folk din Europa Centrală, și "Simfonia Nr. 9" ("Din Lumea Noua") sub influența muzicii folk a negrilor și aborigenilor din America de Nord. O mare influență muzica etnică (mai ales muzică orientală) a avut-o asupra compozitorilor americani ai secolului XX, cum ar fi Henry Cowell, John Cage, Lou Harrison și Alan Hovaness.
În anii 1960, mulți muzicieni rock au recurs la mijloacele muzicii tradiționale Orientale. Spre exemplu, în muzica celor de la The Beatles apar elemente indiene, iar membrii trupei au fost învățați să cînte la sitar, cel mai celebru muzician indian Ravi Shankar.
În aceeași epocă o mare popularitate a câștigat stilul reggae, muzică atribuită culturii popoarelor vorbitoare de limbă engleză, la "lumea muzicii". Avându-și rădăcinile în muzica sacră jamaicană, precum și celui mai mare artist al genului, Bob Marley.
În anii 1980, din Vest a apărut un alt val de interes în muzica etnică. Pe de o parte - muzicieni din Vest cautau noi influențe descoperind pentru sine muzica populară, pe de altă parte - muzica etnică a fost promițătoare în termeni de marketing și a industriei muzicale. Apoi a apărut emisiunea ("World of Music» pe postul de radio, «Voice of America», «D.N.A: DestiNation Africa» pe «BBC Radio 1Xtra», emisiunea lui Andy Kershaw pe «BBC Radio 3", și altele), festivalurile (WOMAD), casele de disuri ("Real World» Peter Gabriel, înființată în 1988; «Piranha Music»; World Music Network; «Luaka Bop» David Byrne), specializate în muzica etnică.

## Instrumente
Exemple de instrumente de muzică etnică (adesea împrumutate și din alte genuri) sunt sitarul, didgeridoo, Kalimba, drâmba, tamburina, Koto, percuția și altele. Ca exemple de voci etnice sunt: cântatului din gât, cântare vocală populară, yodel și altele.

## Festivale
Multe festivaluri sunt identificate ca fiind "world music"; aici este o scurtă selecție reprezentativă:
- Fundația WOMAD organizează festivaluri în țări din întreaga lume. Aceste festivaluri au inclus artiști, incluzând Nusrat Fateh Ali Khan, Youssou N'Dour, Peter Gabriel și Jaojoby.[6]

### Australia
- The Globe to Globe World Music Festival are loc în orașul Kingston, Melbourne, timp de 2 zile în fiecare an în luna Ianuarie.[7]

### Bangladesh
- The Dhaka World Music Festival are loc în Dacca.

### Belgia
- Sfinks Festival din Boechout, Belgia este un festival world music de 4 zile.

### Croația
- Ethnoambient Arhivat în 26 martie 2018, la Wayback Machine. este un festival World Music, de două sau trei zile organizat în fiecare vară (începînd cu 1998), în Solin, un oraș în partea centrală a Dalmației, partea sudică a Croația.

### Franța
- Festival de l'Inde are loc în Evian, Haute-Savoie.

### Germania
- TFF Rudolstadt Arhivat în 22 iulie 2014, la Wayback Machine. are loc anual în primul weekend din Iulie, în Rudolstadt, Turingia, Germania.
- World Music Festival der Klangfreunde are loc anual în primul weekend din August, la Schlosspark Loshausen. Klangfreunde e. V. este o Organizație fără scop lucrativ.
- Wilde Töne, Festival für Folk und Weltmusik din Braunschweig, Germania[8]

### Italia
- Ariano Folkfestival este un festival world music de cinci zile ce are loc în Ariano Irpino, un mic oraș din sudul Italiei.
- The World Music Festival Lo Sguardo di Ulisse a fost organizat pentru prima dată în 1997, în Campania, Italia.

### Macedonia
- OFFest este un festival world music de cinci zile organizat în fiecare vară (începînd cu 2002), în Skopje.

### Malaezia
- Rainforest World Music Festival este un alt festival world music organizat în Malaezia.

### Mali (Africa de Vest)
- The Festival in the Desert are loc în fiecare an la Essakane, lângă Tombouctou, în Mali, Africa Occidentală și-a obținut statutul internațional, în ciuda dificultăților de se ajunge la locația sa.[9]

### Maroc
- Festivalul Mawazine este un festival world music anual în Rabat, Maroc, prezentând interpreți arabi și din muzica  internațională.[10]

### Noua Zeelandă
- Festival în New Plymouth, Noua Zeelandă. La începutul lunii martie în fiecare an.  Arhivat în 22 septembrie 2010, la Wayback Machine.

### Polonia
- The Cross-Culture Warsaw Festival, Polonia. Septembrie în fiecare an.  Arhivat în 22 martie 2012, la Wayback Machine.
- Ethno Port, Poznan, Polonia. Iunie în fiecare an.
- Ethno Jazz Festival în Wroclaw, Polonia. Mai multe evenimente pe parcursul întregului an.
- Diferite Sunete(Inne brzmienia), Lublin, Polonia. Iulie în fiecare an.  Arhivat în 6 februarie 2013, la Wayback Machine.
- Francophonic Festival în Varșovia, Polonia. Martie în fiecare an.
- Nowa Tradycja (Noua tradiție), Varșovia, Polonia. Mai în fiecare an.
- Siesta Festival, Gdansk, Polonia. Prima ediție în aprilie / mai 2011.

### Portugalia
- Festival Músicas do Mundo, Sines, Districtul Setúbal este un festival world music organizat întîia oară în 1998, într-un sat frumos de lângă coasta Portugaliei.

### România
- Plai Festival în Timișoara
- Mera World Music în localitate Mera, lângă Cluj-Napoca

### Serbia
- Serbia World Music Festival este un festival de trei zile de World Music,  organizat în fiecare vară, în Takovo, un mic sat din centrul Serbiei.

### Spania
Cele mai importante festivaluri de World Music din Spania sunt:
- Etnosur, în Alcalá la Real, Jaén (Andaluzia)
- Pirineos Sur, în regiunea Aragón
- Festival Internacional de Música Popular Tradicional în Vilanova i la Geltrú / Vilanova International World Music Festival (Catalonia)
- La Mar de Músicas, în Cartagena (Murcia)
- Fira Mediterrània în Manresa (Catalonia)
- WOMEX în Seville (2003, 2006, 2007, 2008)

### Suedia
- Urkult Näsåker, Ångermanland se ține în luna august a fiecărui an.

### Turcia
- Konya Maystic Music Festival, are loc anual în Konya începând cu 2004, în ultimii ani, în comemorarea zilei de naștere a lui Rumi. Festivalul oferă muzică tradițională din întreaga lume, cu o temă mistică, funcție religioasă și / sau conținut sacru.[11]

### Ucraina
- Svirzh World Music Festival (regiunea Liov)

### Marea Britanie
- Festivalul Glastonbury organizat la Worthy Farm, lângă Glastonbury în fiecare an.
- Music Village Festival este cel mai longeviv festival al culturilor lumii din Europa. Acesta are loc la fiecare doi ani, în Londra, începând din 1983 și este organizat de Cultural Co-operation

### Statele Unite ale Americii
- California World Music Festival are loc în luna iulie în cadrul Târgurilor din Nevada County.
- World Sacred Music Festival are loc anual în Olympia, Washington State, sponsorizat de Interfaith Works.
- FloydFest în Floyd, Virginia, Statele Unite, a inclus artiști de o diversitate vastă de stiluri, incluzând Ani DiFranco, Geno Delafose & French Rockin' Boogie, Trumystic, Nickel Creek și Akoya Afrobeat Enemble.
- Finger Lakes GrassRoots Festival of Music and Dance în Trumansburg, New York, Statele Unite, a inclus artiști din diverse genuri de muzică etnica și world, incluzând Tinariwen, Thomas Mapfumo, Michael Franti, D'Gary, Boubacar Traore, Mamadou Diabate, și mulți alții din întreaga lume.
- Stern Grove Festival este o celebrare a diversității muzicale și culturale din San Francisco. Exemple: Lucinda Williams, John Doe, Ojos de Brujo, O-Maya, Ladysmith Black Mambazo, the Funk Brothers și de asemenea, Orchestră și vedete de operă.
- Starwood Festival se desfășoară în luna iulie în fiecare an, începând cu anul 1981 în diferite locații din Statele Unite ale Americii. Acesta a inclus astfel nume din World Music ca Amampondo, Babatunde Olatunji, Badal Roy, Sikiru Adepoju, the Prodigals, Yaya Diallo, Merl Saunders și Rainforest Band, Baka Beyond, Stephen Kent, Cyro Baptista, Airto Moreira, Muruga Booker, Gaelic Storm, și Halim El-Dabh.

## Artiști reprezentativi
- Agricantus
- Deep Forest
- Folkways
- Luaka Bop de David Byrne
- Real World Studios de Peter Gabriel
- Rough Guide
- Sacred Spirit
- Stephan Micus

## Referinte (multi-utilizare)
- Nidel, Richard (2004). World Music: The Basics. ISBN 0-415-96801-1.  data accesării 2010-04-24

## Pentru lectură suplimentară
- Manuel, Peter (1988). Popular Musics of the Non-Western World: An Introductory Survey.  New York: Oxford University Press. ISBN 0-19-505342-7.
- N'Dour, Youssou. "Foreword" to Nickson, Chris (2004). The NPR Curious Listener's Guide to World Music. ISBN 0-399-53032-0.
- Sorce Keller, Marcello (1996). "Of Minority Musics, Preservation, and Multiculturalism: Some Considerations". In Echo der Vielfalt: traditionelle Musik von Minderheiten/ethnischen Gruppen = Echoes of Diversity: Traditional Music of Ethnic Groups/Minorities, Schriften zur Volksmusik 16, edited by Ursula Hemetek and Emil H. Lubej, 41–47. Vienna, Cologne, and Weimar: Böhlau Verlag. ISBN 3-205-98594-X. Reprinted in Sonus 18, no. 2  (Spring 1998): 33–41.
- Wergin, Carsten (2007). World Music: A Medium for Unity and Difference? EASA Media Anthropology Network:http://www.media-anthropology.net/wergin_worldmusic.pdf Arhivat în 6 august 2016, la Wayback Machine..
- World Music Network - Guides to World Music: http://www.worldmusic.net/guide/
- Putumayo World Music - http://www.putumayo.com/